# Gobiomorphus
Gobiomorphus là một chi cá bống trong họ Cá bống đen.

## Các loài
Hiện hành, trong chi này ghi nhận có các loài sau:
- Gobiomorphus alpinus Stokell, 1962
- Gobiomorphus australis (J. L. G. Krefft, 1864) (Striped gudgeon)
- Gobiomorphus basalis (J. E. Gray, 1842) (Cran's bully)
- Gobiomorphus breviceps (Stokell, 1939) (Upland bully)
- Gobiomorphus cotidianus McDowall, 1975 (Common bully)
- Gobiomorphus coxii (J. L. G. Krefft, 1864) (Cox's gudgeon)
- Gobiomorphus gobioides (Valenciennes, 1837) (Giant bully)
- Gobiomorphus hubbsi (Stokell, 1959) (Bluegilled bully)
- Gobiomorphus huttoni (J. D. Ogilby, 1894)